# Говард, Джон (шериф Норфолка и Саффолка)
Джон Го́вард I (англ. John Howard; умер в 1331) — английский землевладелец из Ист-Уинча (Северный Норфолк), шериф Норфолка и Саффолка в 1317/1318—1320 и 1321—1322 годах, сын Уильяма Говарда, судьи суда общих тяжб. Во время правления Эдуарда II он принимал участие в походах в Шотландию. Благодаря браку с внучкой римского короля Ричарда Корнуольского Джону удалось значительно упрочить положение Говардов в регионе.

## Происхождение
Джон был членом семьи Говардов, проживавшей в районе Кингс-Линн, возможно, имевшей англосаксонское происхождение и принадлежавшей к мелкопоместному дворянству. Первым достоверно известным представителем Говардов был отец Джона Уильям Говард, который в 1297—1308 годах был одним из судей суда общих тяжб. Его возвышение, возможно, было связано с компанией, управлявшей процветающим портом в Кингс-Линне. Благодаря Уильяму его семья прочно укоренилась в Норфолке. Главным местом его жительства был Ист-Уинч. Первоначально он, вероятно, жил в небольшом доме, но в 1298 году Уильям купил поместье Гранкур, куда и перебрался. Постепенно он увеличивал свои владения в этом районе путём покупки новых земель и посредством браков — обе его жены принесли земли в приданое.
Касательно матери Джона ясности нет. Уильям был женат дважды: на Элис де Уффорд, дочери сэра Роберта де Уффорда, и Элис Фиттон, дочери и наследнице сэра Эдмунда Фиттона из Фиттон-холла, Норфолк, вдове Симона Констебла из Бертон Констебла в Йоркшире. Однако документального указания на то, в каком из двух браков родились двое известных по источникам сыновей Уильяма, Джон и Уильям-младший, нет. Автор статьи об Уильяме в «Национальном биографическом словаре» считает, что первый брак был бездетным, а оба сына родились во втором браке. Этой же версии придерживается и Дж. Робинсон, хотя в генеалогической таблице Джон Говард I показан его сыном от первой жены. Но автор статьи в «Оксфордском биографическом словаре» полагает, что оба сына «наверняка» родились в первом браке.

## Биография
О биографии Джона известно мало. Он был постельничим короля Эдуарда I. После смерти отца в 1308 году Джон унаследовал его владения в Ист-Уинне. При этом он значительно упрочил положение семьи в регионе, женившись на Джоанн Корнуолльской — дочери Ричарда Корнуолльского, незаконнорождённого сына римского короля Ричарда Корнуольского. В приданое за женой Джон получил владения в районе Кингс-Линна, которые сделали его самым важным землевладельцем в регионе после владельцев замка Райзинг.
Во время правления Эдуарда II Джон принимал участие в походах в Шотландию, хотя и неизвестно, сражался ли он в битве при Бэннокбёрне, закончившейся разгромом англичан.
В 1317/1318—1320 и 1321—1322 годах Джон был шерифом Норфолка и Саффолка. Кроме того, некоторое время он занимал должность королевского наместника в Норвиче.
Джон умер в 1331 году и был похоронен в Ист-Уинче. Ему наследовал сын Джон Говард II.

## Брак и дети
Женой Джона была Джоанна Корнуолльская, дочь Ричарда Корнуолльского, незаконнорождённого сына римского короля Ричарда Корнуольского, который, в свою очередь, был сыном короля Иоанна Безземельного. В этом браке родился только один ребенок — сын Джон Говард II (умер после 1388), служивший адмиралом Севера в 1335—1337 годах.